# (300007) 2006 UU47
(300007) 2006 UU47 es un asteroide perteneciente al cinturón de asteroides, descubierto el 17 de octubre de 2006 por el equipo del Spacewatch desde el Observatorio Nacional de Kitt Peak, Arizona, Estados Unidos.

## Designación y nombre
Designado provisionalmente como 2006 UU47.

## Características orbitales
2006 UU47 está situado a una distancia media del Sol de 3,106 ua, pudiendo alejarse hasta 3,645 ua y acercarse hasta 2,566 ua. Su excentricidad es 0,173 y la inclinación orbital 8,413 grados. Emplea 1999,67 días en completar una órbita alrededor del Sol.

## Características físicas
La magnitud absoluta de 2006 UU47 es 15,6. Tiene 5 km de diámetro y su albedo se estima en 0,033.